# Steve Barton
Steve Barton (ur. 26 czerwca 1954 w Hot Springs, zm. 21 lipca 2001 w Bremie) – aktor, śpiewak (baryton), tancerz, choreograf, nauczyciel.

## Życiorys
Steven Neal Barton był najmłodszym z trójki potomków Mary i Toma Bartonów. Urodził się w Arkansas, lecz dorastał w Teksasie, gdzie również studiował na Uniwersytecie w Austin na kierunkach takich, jak śpiew, taniec oraz teatr. Wystąpił w ponad 30 produkcjach Uniwersytetu oraz Baletu Austin. W następnych latach udał się do Europy, gdzie rozkwitła jego kariera – występował w najważniejszych przedsięwzięciach teatralnych na terenie Szwajcarii, Niemiec i Austrii. Zagrał główne role m.in. w: „West Side Story”, „Godspell”, „Romeo and Juliet”, „Jesus Christ Superstar”. 
Ożenił się z tancerką Denny Berry, którą poznał na uniwersytecie. Ich syn Edward urodził się w Wiedniu w 1984.
W 1996 Barton powrócił do Wiednia, gdzie dostał rolę Bestii w Die Schöne und das Biest. Rok później swą premierę miał musical Tanz der Vampire, w którym zagrał główną rolę hrabiego von Krolocka, za którą w 1998 otrzymał nagrodę IMAGE(International Music Award Germany). Był to ostatni musical w jakim wystąpił, a w tym samym roku, w którym miejsce miała jego premiera obchodził 30-lecie swej kariery na scenie.
Steve Barton zmarł 21 lipca 2001 na niewydolność serca pozostawiając dwa nieukończone projekty, Dr. Jekyll & Mr. Hyde oraz Der Glöckner von Notre Dame.

## Spektakle teatralne
- 1967 - Hello Dolly jako Barnaby Tucker (USA)
- 1978 - Romeo and Juliet, jako Tybalt (Bern)
- 1978 - The Threepenny Opera, jako Mac Heath (Stadttheater, St. Gallen)
- 1978 - Godspell, jako Jesus (Bern)
- 1979 - Showboat, jako Steve Baker (Stadttheater, St. Gallen)
- 1979 - The Fantasticks, jako El Gallo (Bern)
- 1979 - Oklahoma! (Stadttheater, Bern)
- 1980 - On the town, jako Gabey (Stadttheater, Bern)
- 1981 - West Side Story (Bern)
- 1981 - Der Mann von La Mancha, jako Don Quijote (Bern)
- 1981 - Camelot, jako Lancelot (Badisches Staatstheater, Karlsruhe)
- 1981–82 - Jesus Christ Superstar, jako Jesus i Petrus (Theater des Westens, Berlin)
- 1982 - West Side Story, jako Riff (Theater das Westens, Berlin; Volksoper, Wiedeń)
- 1983 - Evita, jako Augustin Magaldi (Deutsches Theater, Munich; Wiedeń)
- 1983–84 - Cats, jako Munkustrap (Theater an der Wien, Wiedeń)
- 1985 - La Cage Aux Dolls, jako Zaza i Jean-Michel (Theatres des Westens, Berlin
- 1985 - Guys and Dolls, jako Sky Masterson (Theater des Westens, Berlin)
- 1986 - Company, jako Robert (Theater des Westens, Berlin)
- 1986 - Phantom of the Opera, jako Raoul (Her Majesty's Theatre, London)
- 1987–88 - Phantom of the Opera, jako Phantom, Raoul (Majestic Theatre, Broadway)
- 1989 - Phantom of the Opera, jako Raoul (Los Angeles)
- 1990 - Phantom of the Opera, jako Phantom (Majestic Theatre, Broadway)
- 1991 - Phantom of the Opera, jako Raoul (Los Angeles)
- 1991 - The Threepenny Opera, jako Mac Heath (USA)
- 1991–92 - The Anastasia Game, jako książę Paul (Merrimack Repertory Theatre, Lowell)
- 1992 - Six Wives, jako Henry VIII (York Theatre, Nowy Jork)
- 1993 - The Red Shoes, jako Boris Lermontov (Gershwin Theatre, Broadway)
- 1993 - The Hunchback of Notre Dame, jako Quasimodo (Westbeth Theatre, Nowy Jork)
- 1993 - The Man of La Mancha
- 1994 - Kiss Me Kate, jako Fred Graham, Petruchio (Goodspeed Opera House, East Haddam)
- 1996 - Mirette, jako Bellini (Norma Terris Theatre, Chester)
- 1996 - Let's do it!, jako Nick Cameron (Long Wharf Theatre)
- 1996 - Sweeney Todd, jako Benjamin Barker (Pittsburgh Public Theatre)
- 1996–97 - Die Schöne und das Biest, jako Biest (Raimund Theater, Wiedeń)
- 1997–99 - Tanz der Vampire, jako Graf von Krolock (Raimund Theater, Wiedeń)